# 大韩民国音乐
大韩民国音乐，简称韩国音乐或南韩音乐，自朝鲜战争结束以来的几十年里不断发展，其根源于一千多年来在朝鲜半岛的朝鲜族音乐。当代韩国音乐可以分为三大类：韩国传统民间音乐、流行音乐或韩国流行音乐，以及受西方影响的非流行音乐。